# Route nationale 59b (Madagaskar)

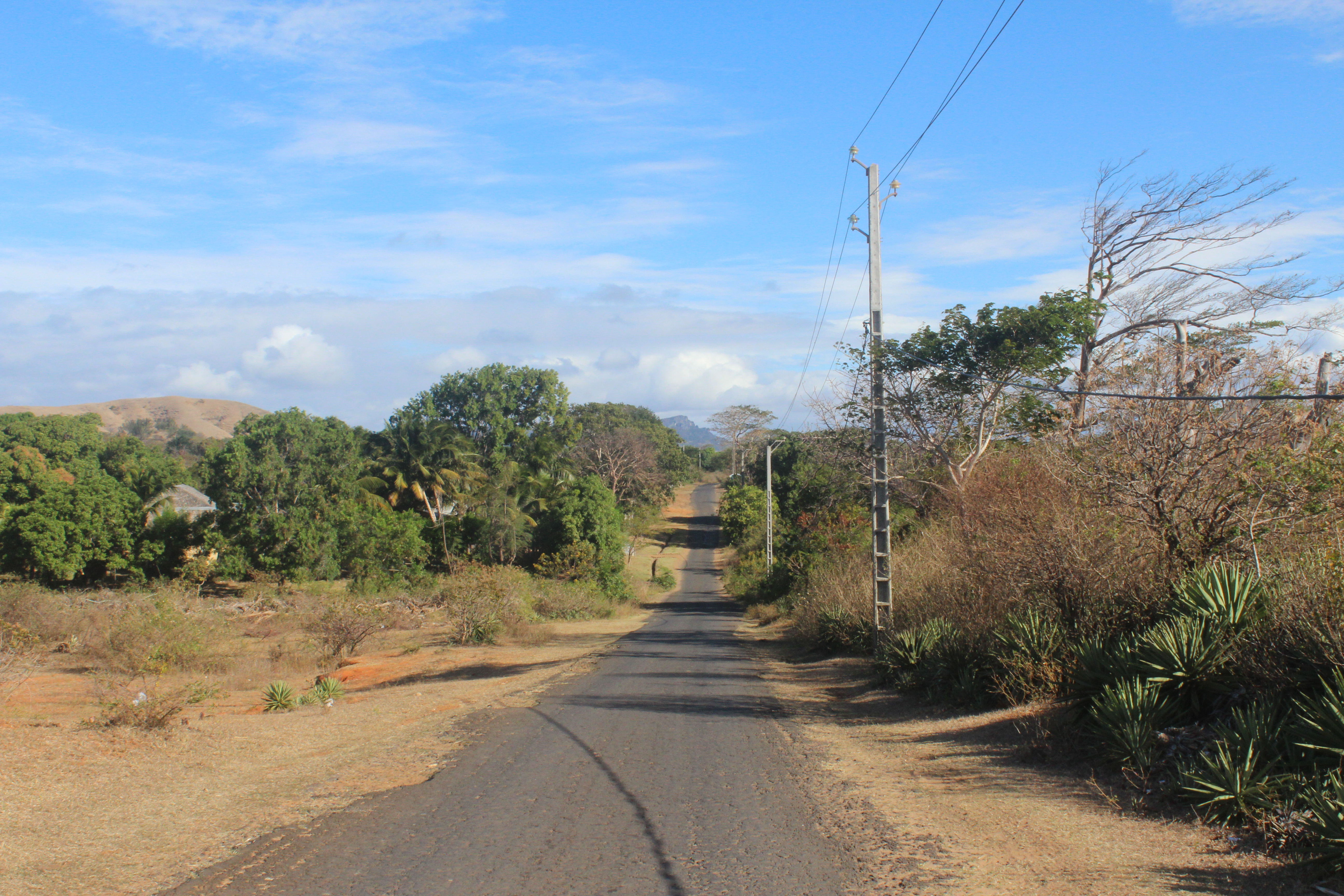
Route nationale 59b bei km 17,2, Blick nach Süden, Richtung Antsiranana

Die Route nationale 59b (RN 59b) ist eine 19 km lange Nationalstraße in der Region Diana im Norden von Madagaskar. Sie beginnt an der RN 6 in der Stadt Antsiranana (Diégo-Suarez) und führt in östlicher Richtung entlang einer Bucht zur kleinen Ortschaft Ramena. Die RN 59b trägt den Straßennamen „Boulevard Duplex“.